# Janusz Bolonek
Janusz (Januariusz Mikołaj) Bolonek (6 décembre 1938 - 2 mars 2016) est un prélat polonais de l'Église catholique qui a travaillé au service diplomatique du Saint-Siège. Il est nommé archevêque en 1989 et représente le Saint-Siège en Uruguay (en), Bulgarie (en), Roumanie et en Macédoine (en).

## Biographie
Janusz Bolonek est né à Huta Dłutowska, en Pologne, le 6 décembre 1938. Après des études au séminaire local, il est ordonné prêtre le 17 décembre 1961 à Łódź, en Pologne. 
Pour se préparer à une carrière diplomatique, il entre à l'Académie pontificale ecclésiastique en 1967. Il étudie également à l'Université pontificale grégorienne et à l'Université pontificale du Latran.
Ses premières affectations dans le service diplomatique comprennent des séjours au Nicaragua (en), aux États-Unis et en Égypte, puis à la Secrétairerie d'État à Rome, où il a aidé à organiser les voyages du pape Jean-Paul II en Pologne en 1983 et 1987 et travaille au sein de la commission chargée de négocier le rétablissement des relations diplomatiques entre la Pologne et le Saint-Siège.
Le 25 septembre 1989, le pape Jean-Paul II le nomme archevêque titulaire de Madaure et pro-nonce apostolique en Côte d'Ivoire. Il reçoit sa consécration épiscopale des mains du pape Jean-Paul II le 20 octobre, avec comme co-consécrateurs Edward Idris Cassidy et Francesco Colasuonno. Le 18 novembre 1989, il se voit confier une responsabilité supplémentaire en tant que pro-nonce au Niger (en) et au Burkina Faso (en).
Le 23 janvier 1995, il est nommé nonce apostolique en Roumanie
Le 30 septembre 1998, il est affecté au personnel de la Secrétairerie d'État à Rome.
Le 11 novembre 1999, le pape Jean-Paul le nomme nonce en Uruguay (en)
Le pape Benoît XVI le nomme nonce en Bulgarie (en) le 24 mai 2008 et ajoute les responsabilités du nonce en Macédoine (en) le 4 mai 2011
En 2014, un historien polonais l'accuse d'espionnage alors qu'il travaillait au Vatican, où il apprend que le colonel polonais Ryszard Kukliński est un agent de la CIA.
Il décède le 2 mars 2016.